# Hérépian
Hérépian – miejscowość i gmina we Francji, w regionie Oksytania, w departamencie Hérault.
Według danych na rok 1990 gminę zamieszkiwało 1241 osób, a gęstość zaludnienia wynosiła 142 osoby/km² (wśród 1545 gmin Langwedocji-Roussillon Hérépian plasuje się na 293. miejscu pod względem liczby ludności, natomiast pod względem powierzchni na miejscu 817.).